# قاضی نورالله شوشتری

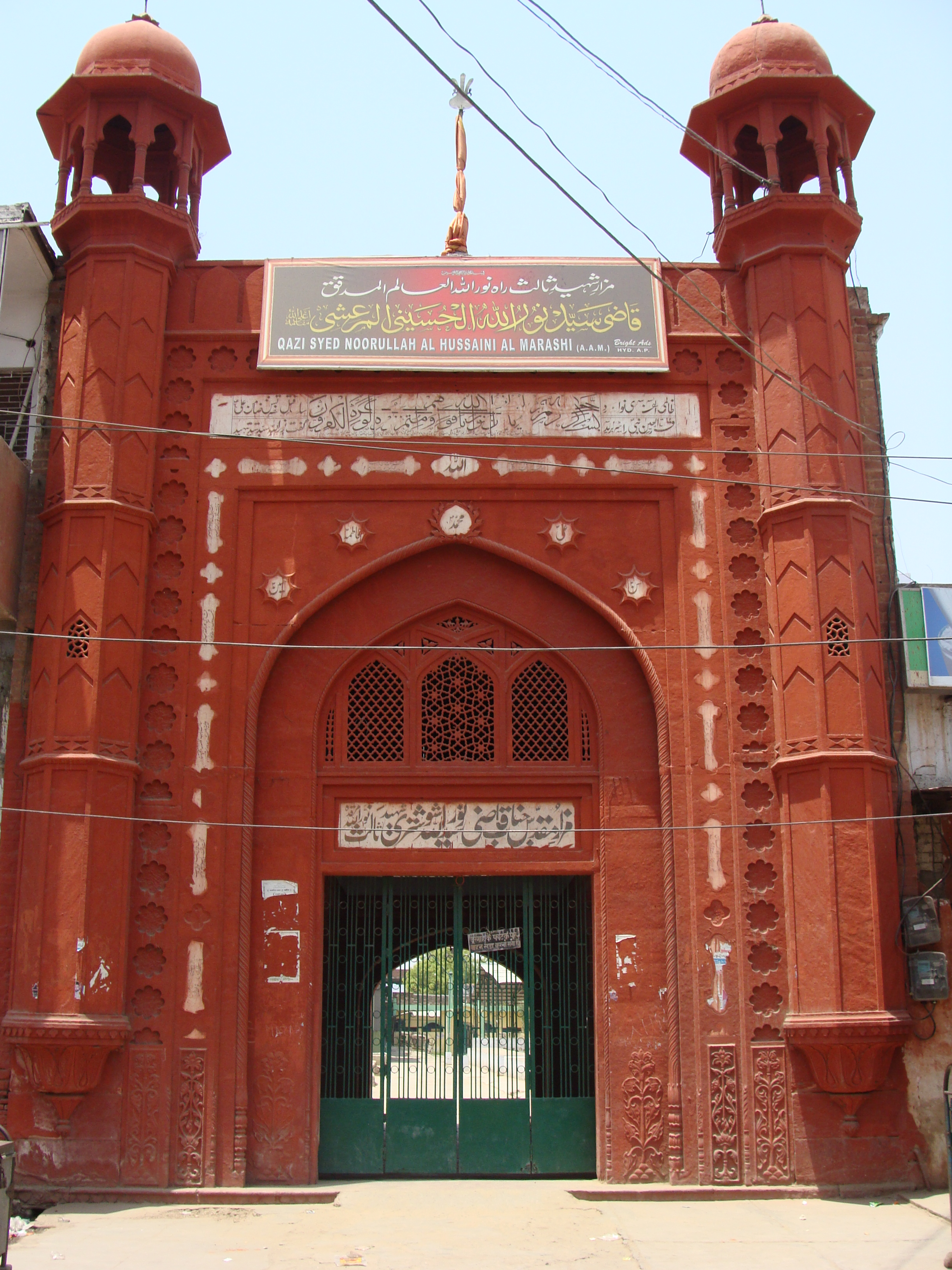
ورودی درگاه شهید ثالث قاضی نورالله شوشتری در آگره

سید نورالله حسینی مرعشی شوشتری (زاده ۹۵۶ شوشتر – درگذشت ۱۰۱۹ هند) معروف به قاضی نورالله شوشتری یا شهید ثالث فقیه اصولی، متکلم جدلی، محدث رجالی و شاعر و عالم شیعه عهد صفویه بود. وی در هند کشته شد.

## زندگی‌نامه
او فرزند سید شریف‌الدین  در سال ۹۶۵ در شهر شوشتر واقع در استان خوزستان کشور ایران به دنیا آمد.
از آثار مشهور او «مجالس المؤمنین» است که حاوی موضوعاتی در جغرافیای اماکن و تاریخ شیعی است. او در این کتاب آورده که نجم الدین محمود حسینی مرعشی آملی از اجداد اوست که در قرن هشتم قمری از آمل به شوشتر هجرت کرده و در آن دیار (خوزستان) تشیع را گسترش داده‌است. وی چندین کتاب فقهی را از پدر آموخت سپس در سال ۹۷۹ هـ.ق. راهی شهر مشهد شد؛ و در درس علامه محقق مولا عبدالواحد شوشتری حاضر شد. وی در سال ۹۹۲ یا ۹۹۳ ق روانه هند گشت و آهنگ شهر «آگره» نمود. در آن زمان -حکمرانی اکبرشاه- هندوستان روزگاری آرام داشت. اکبر شاه از نسل تیمور پسر همایون شاه دارای لیاقت و درایت بیکرانی بود و با تصرفاتش سلطنتی بزرگ تشکیل داد و علاقه زیادی به عمران و آبادی داشت و عنایت خاصی هم به مسائل فلسفی داشت.
قاضی نورالله شوشتری به هنگام ورود به آگره، نزد ابوالفتح مسیح الدین گیلانی طبیب حاذق ایرانی و شاعر بزرگ -از مقربان اکبرشاه- رفت. قاضی نورالله در دستگاه اکبرشاه -گویا در شهر لاهور- به منصب قضا دست یافت و هم‌زمان ۱۴۰ اثر از جمله سه اثر مشهور «احقاق الحق» در رد فضل‌الله بن روزبهان اصفهانی، «الزام الناصب» و «الصوارم المهرقه» را در پاسخ به «الصواعق المحرقه»، ابن حجر هیتمی نوشت.
آثار او جنبه علمی فقهی و ادبی داشت. گفته شده قاضی نورالله شوشتری اولین کسی است که فرهنگ شیعی را در هند رواج داده بود.
شوشتری با نگاشتن نزدیک به چهل کتاب و رساله در علوم مختلف کلام، فقه یکی از زمینه سازان گسترش مذهب شیعه در هند و سند به‌شمار می‌آورد.

## مرگ قاضی
محدث قمی نحوه قتل و مرگ او را چنین می‌آورد:
«... قاضی نورالله مشغول به قضاوت و همچنین نویسندگی در خفاء بود تا اینکه سلطان اکبر از دنیا رفت و جهانگیر شاه بر تخت نشست.
علمای دربار و مقرب درصدد فتنه و برانگیختن شاه علیه قاضی برآمدند و نزد او به سعایت پرداختند، که قاضی شیعه است و خود را ملزم به مذاهب اربعه نمی‌داند و فتوایش با فتوای مذهب امامیه تطبیق می‌کند.
جهانگیر شاه بیان آنان را برای اثبات تشیع قاضی کامل ندانست و گفت: این دلیل کامل نیست چرا که او از اول قضاوت را به شرط اجتهاد خود پذیرفته‌است.
آنان به حیله دیگری دست زدند. شخصی را واداشتند تا به عنوان شاگرد نزد قاضی رفت‌وآمد کند و خود را شیعه معرفی کند.
وی پس از رفت‌وآمد بسیار و جلب اطمینان قاضی، به نوشته‌های وی از جمله «احقاق الحق» پی برد و درخواست آن نمود. وی کتاب را از قاضی گرفت و از آن نسخه‌ای برداشت و نزد علمای دربار برد. آنان نیز این کتاب را به عنوان سند تشیّع قاضی نورالله به جهانگیر شاه عرضه کردند و به سلطان گفتند که او در کتابش چنین و چنان گفته‌است و استحقاق اجرای حد دارد.
جهانگیر شاه گفت: حدش چیست؟ آنان گفتند: ضربه زدن با شلاق… شاه کار را بر آنان واگذار کرد و آنان بلافاصله حد را اجرا کردند.
قاضی نورالله در سال ۱۰۱۹ ق. در حالی که حدود هفتاد سال عمر داشت در زیر شلاق کشته شد.
می‌گویند بر بدن قاضی نورالله با چوب خاردار آنچنان زدند که بدنش قطعه قطعه شد».
امروز مزار او در آگره هندوستان زیارتگاه مسلمانان علاقه‌مند شبه قاره است.

## آثار
1. احقاق الحق و ازهاق الباطل.
2. مجالس المومنین به زبان فارسی
3. الصوارم المهرقه در رد الصواعق المحرقة، به زبان عربی
4. مصائب النواصب
5. تحفه العقول
6. حلّ العقول
7. امرالعصمه
8. دافعة الشقاق
9. سحاب المطر
10. سبعه سیاره
11. الانفعالیه
12. أجوبه مسائل السید حسن الغزنوی.
13. الزام النواصب فی الردّ علی میرزا مخدوم الشریفی «این کتاب توسط استاد میرزا محمد علی چهاردهی گیلانی ترجمه شده و نوه دانشمند او به نام مرتضی مدرسی آن را چاپ کرده‌است».
14. «القام الحجر» در رد ابن حجر.
15. بحر الغزیر فی تقدیر الماء الکثیر «قاضی در این کتاب در مورد وزن و حجم آب کر تحقیق کرده‌است».
16. بحر الغدیر فی اثبات تواتر حدیث الغدیر سنداً و مؤلفا و دلاله.
17. «تفسیر القرآن» در چند جلد که در نوع خود بی‌نظیر است.
18. کتابی در تفسیر آیه رؤیا.
19. تاریخ و جغرافیای خوزستان
20. حاشیه بر «شرح الکافیه» جامی در علم نحو.
21. حاشیه بر «حاشیه چلپی» بر شرح التجرید اصفهانی.
22. حاشیه بر «مطول» تفتازانی.
23. حاشیه بر «رجال کشی» که مطالب مفیدی در زمینه علم رجال دربردارد.
24. حاشیه بر «تهذیب الاحکام» شیخ طوسی (که ناتمام مانده‌است).
25. حاشیه بر «کنز العرفان» فاضل مقداد در آیات الاحکام.
26. حاشیه بر حاشیه «تهذیب المنطق» دوانی.
27. حاشیه بر مبحث «عذاب القبر» از شرح «قواعد العقاید».
28. حاشیه بر «شرح مواقف» در علم کلام.
29. حاشیه بر «رساله الاجوبه الفاخره».
30. حاشیه بر «شرح تهذیب الاصول».
31. حاشیه بر «مبحث الجواهر» از شرح تجرید علامه.
32. حاشیه بر «تفسیر بیضاوی».
33. حاشیه بر «الهیات» شرح تجرید.
34. حاشیه بر «حاشیه القدیمیه».
35. حاشیه بر «حاشیه الخطایی» در علم فصاحت و بلاغت.
36. حاشیه دیگری بر «تفسیر بیضاوی».
37. حاشیه بر «شرح الهدایه» در حکمت.
38. حاشیه بر «شرح الشمسیه» از قطب الدین رازی در منطق.
39. حاشیه بر «قواعد» علامه در فقه.
40. حاشیه بر «تهذیب» از شیخ الطائفه شیخ طوسی.
41. حاشیه بر «خطبه الشرایع» محقق حلی.
42. حاشیه بر «هدایه» در فقه حنفی.
43. حاشیه بر «شرح الوقایه» در فقه حنفی.
44. حاشیه بر شرح «رساله آداب المطالعه».
45. حاشیه بر شرح «تلخیص المفتاح» معروف به مختصر تفتازانی.
46. حاشیه بر «شرح چغمینی در هیئت».
47. حاشیه بر «مختلف علامه حلی» در فقه.
48. حاشیه بر «اثبات الواجب الجدید» از علامه دوانی.
49. حاشیه بر «تحریر اقلیدس» در هندسه.

## ردیه بر «ابطال نهج الباطل و اهمال کشف العاطل»
احقاق الحق و ازهاق الباطل کتابی در سه حوزه کلام و اصول فقه و فقه به ویژه مبحث امامت، به زبان عربی که در سده یازدهم هجری توسط قاضی نورالله شوشتری نگاشته شده‌است. این کتاب (احقاق الحق) پاسخ و ردی بر کتاب «ابطال نهج الباطل و اهمال کشف العاطل» فضل بن روزبهان خنجی دانشمند سنی، و دفاعیه ای بر کتاب «نهج الحق و کشف الصدق» علامه حلی، دانشمند شیعه است. قاضی نورالله شوشتری مطالب آن را با بیانات منطقی و در خور فهم اغلب مردم نوشته و تمام منابع آن را از کتاب‌ها و احادیث اهل سنت گرفته و به آن‌ها استشهاد نموده‌است. مبحث امامت این کتاب بسیار مفصل است و نگارش کتاب که در سال ۱۰۱۴ ه‍.ق تمام شد، باعث کشته شدن نویسنده گشت.